# Pic Badet
Pic Badet – szczyt w Pirenejach. Leży na granicy między Hiszpanią (prowincja Huesca, w regionie Aragonia) a Francją (departament Pireneje Wysokie). Należy do podgrupy Pireneje Środkowo-Zachodnie w Pirenejach Centralnych.